# Samuel D. Rockenbach

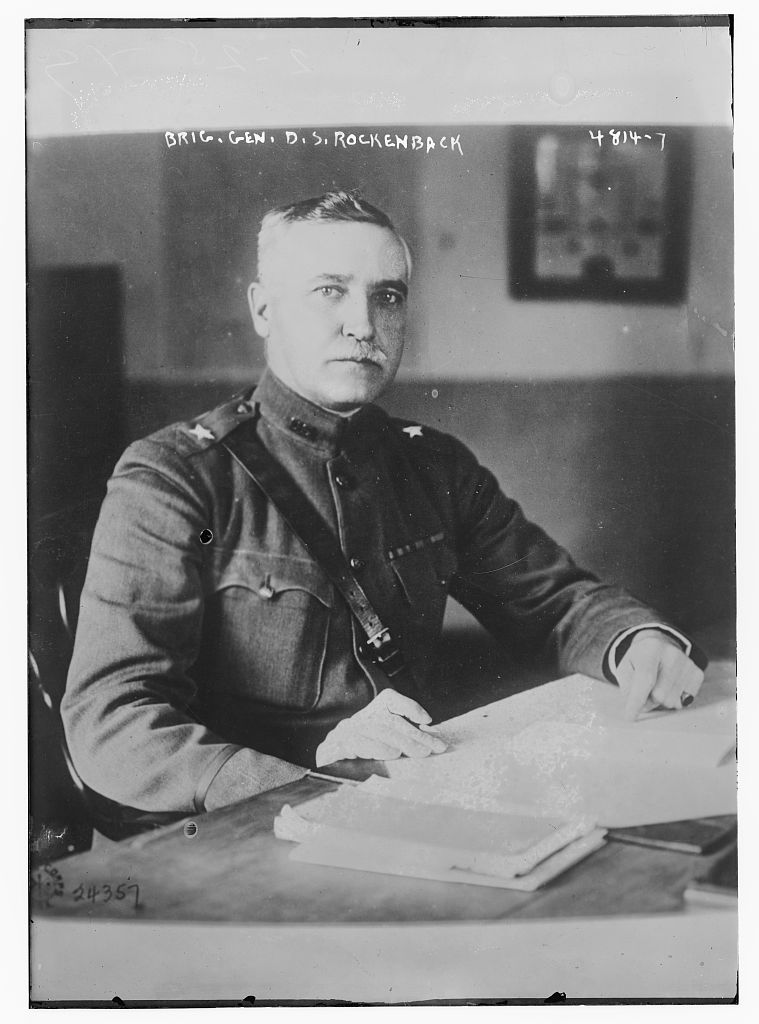
Brigadier General Samuel D. Rockenbach um 1918

Samuel Dickerson Rockenbach (* 27. Januar 1869 in Lynchburg, Virginia; † 16. Mai 1952 in Washington, D.C.) war ein US-amerikanischer Offizier der United States Army, zuletzt Brigadier General, der im Ersten Weltkrieg das Tank Corps, A.E.F. führte und als Vater der US-amerikanischen Panzerwaffe gilt.

## Leben
Rockenbach wurde als Sohn eines ehemaligen Lieutenant in der Armee der Konföderierten geboren und graduierte 1889 vom Virginia Military Institute. Er erhielt 1891 sein Patent als 2nd Lieutenant der Kavallerie.
Im Spanisch-Amerikanischen Krieg von 1898 diente er mit der 10th Cavalry („Buffalo Soldiers“) auf Kuba und Puerto Rico, anschließend auf den Philippinen und diversen weiteren Auslandsposten. Von 1905 bis 1910 diente er im Stab der Philippines Division, wo er zuständig für Fragen der Philippine Scouts war.
Kurz nach dem Ausbruch des Ersten Weltkrieges im August 1914 wurde Captain Rockenbach, der fließend Deutsch sprach, Beobachter beim Deutschen Heer. Aufgrund der sich verschlechternden diplomatischen Beziehungen zum Deutschen Reich wurde er im Frühjahr 1915 abberufen. Er diente 1916 im Rang eines Majors als Quartiermeister General Pershings bei der Mexikanischen Expedition.
Pershing, der von Rockenbachs Leistungen in Mexiko beeindruckt war, wählte ihn nach dem Kriegseintritt der USA und seiner Ernennung zum Befehlshaber der AEF im Frühjahr 1917 für seinen Stab aus.
In Frankreich wurde Rockenbach zunächst Quartiermeister der Base Section No. 1 in Saint-Nazaire. Im Dezember 1917 erfolgte seine Ernennung zum Kommandeur des Tank Corps, A.E.F. im Hauptquartier der AEF in Chaumont. Sein wichtigster Mitarbeiter war der damalige Captain und spätere General George S. Patton. Zusammen legten sie die organisatorischen und taktischen Grundlagen des Tank Corps und sorgten für die Aufstellung und Ausbildung einer Truppe, die bis Kriegsende auf eine Stärke von 12.000 Mann anwachsen sollte. Rockenbach führte persönlich die Einsätze eines über 400 Fahrzeuge starken Panzerverbands, bestehend aus Pattons 1st Tank Brigade und einer französischen Sturmartilleriebrigade, in den Schlachten von St. Mihiel und Meuse-Argonne. Nach dem Kriegsende wurde er vom Brigadier General in seinen Vorkriegsrang eines Colonel zurückgestuft.
Im Juli 1919 wurde Rockenbach in die Staaten zurückgerufen, wo er Ira C. Welborn als Chef des U.S. Army Tank Corps ablöste. Zugleich war er Standortkommandant und Leiter der Panzertruppenschule in Camp Meade, Maryland. Die Auflösung des Tank Corps als separater Waffengattung 1920 zwang ihn zum Übertritt in die Infanterie, um seinen Posten in Camp Meade behalten zu können. Zahlreiche untergebene Offiziere, darunter Patton, verließen in dieser Zeit frustriert den Standort. Trotz der drückenden Budgetkürzungen des Kongresses versuchte Rockenbach in den 1920ern, ein neues mittleres Panzermodell für die Army zu entwickeln, aber alle vom Ordnance Department projektierten Modelle erwiesen sich als Fehlschlag. Er setzte sich auch für die allmähliche Umwandlung des veralteten Kavalleriezweigs in eine modernen Maßstäben genügende Panzertruppe ein. 1924 wurde er von James K. Parsons in Camp Meade abgelöst und übernahm den Befehl im Militärdistrikt Washington. Von 1927 bis 1928 befehligte er die 2nd Cavalry Brigade in Fort Bliss, anschließend bis zu seiner Pensionierung im Januar 1933 die 2nd Field Artillery Brigade in Fort Sam Houston.
Rockenbach setzte sich in Brownsville zur Ruhe und starb 1952 83-jährig im Walter-Reed-Militärkrankenhaus. Er ist auf dem Nationalfriedhof Arlington bestattet.
Unter den Orden, die er erhielt, war die Army Distinguished Service Medal.